# Управление Австралийских военных захоронений
Управление Австралийских военных захоронений является филиалом  австралийского Министерства по делам ветеранов; образовано 1 января 1975 года. Управление Австралийских военных захоронений выступает в качестве связного для Комиссии по воинским могилам Австралийского Содружества.
Обязанности управления обычно подразделяются на следующие пять областей:
- Проведение нового официального празднования
- Поддержание военных кладбищ, участков, отдельных могил, послевоенных мест празднования и мемориалов боевых подвигов
- Управление крупными проектами в зарубежных местах
- Предоставление научно-исследовательские услуг по памятной информации
- Выдача разрешения на использование соответствующего знака обслуживания.

Управление Австралийских военных захоронений также отвечает за поддержание около 20000 могил погибших в войне, 76 могил и захоронений в многочисленных гражданских кладбищах, а также мемориалов более 3000 имен неизвестных солдат по всей Австралии, в острове Норфолк, Папуа-Новой Гвинее и Соломоновых островах.